# Jan Beneš (malíř)
Jan Beneš (27. prosince 1873 Javorek - 5. března 1946 ?), byl český malíř, iluminátor, keramik, ilustrátor, grafik a pedagog.

## Život
Narodil se na Vysočině v obci Javorek v rodině rychetníka Aloise Beneše a jeho ženy Antonie roz. Bukáčkové. Po absolvování základního vzděláni, se vydal do Prahy, kde studoval na umělecko-průmyslové škole u prof. Julia Ambruse. Po absolvování umělecko-průmyslové školy se roce 1899 oženil s Vilemínou Pilousovou, se kterou měl tři děti: Karla (1891), Emu Marii (1896) a Helenu (1899). Téhož roku se i se svojí rodinou usadil v Praze. Zprvu na Novém Městě a v následujícím roce na Královských Vinohradech, kde působil jako asistent na místní c.k reálce. V roce 1904 byl jmenován profesorem na umělecko-průmyslové škole v Praze.
K jeho žákům patřili krom dalších např. Helena Johnová, Hana Autengruberová-Jedličková, Julie Winterová-Mezerová, Emilie Paličková, Božena Pošepná, Elena Holéczyová a Eliška Mikanová-Urbanová. Později spolupracoval s keramickými závody RAKO v Rakovníku. V letech 1896–1911 byl členem SVU Mánes.

## Výstavy

### Kolektivní
- 1944 Srpen u Pošů - výběr prací současných malířů, Pošova galerie, Praha

## Galerie

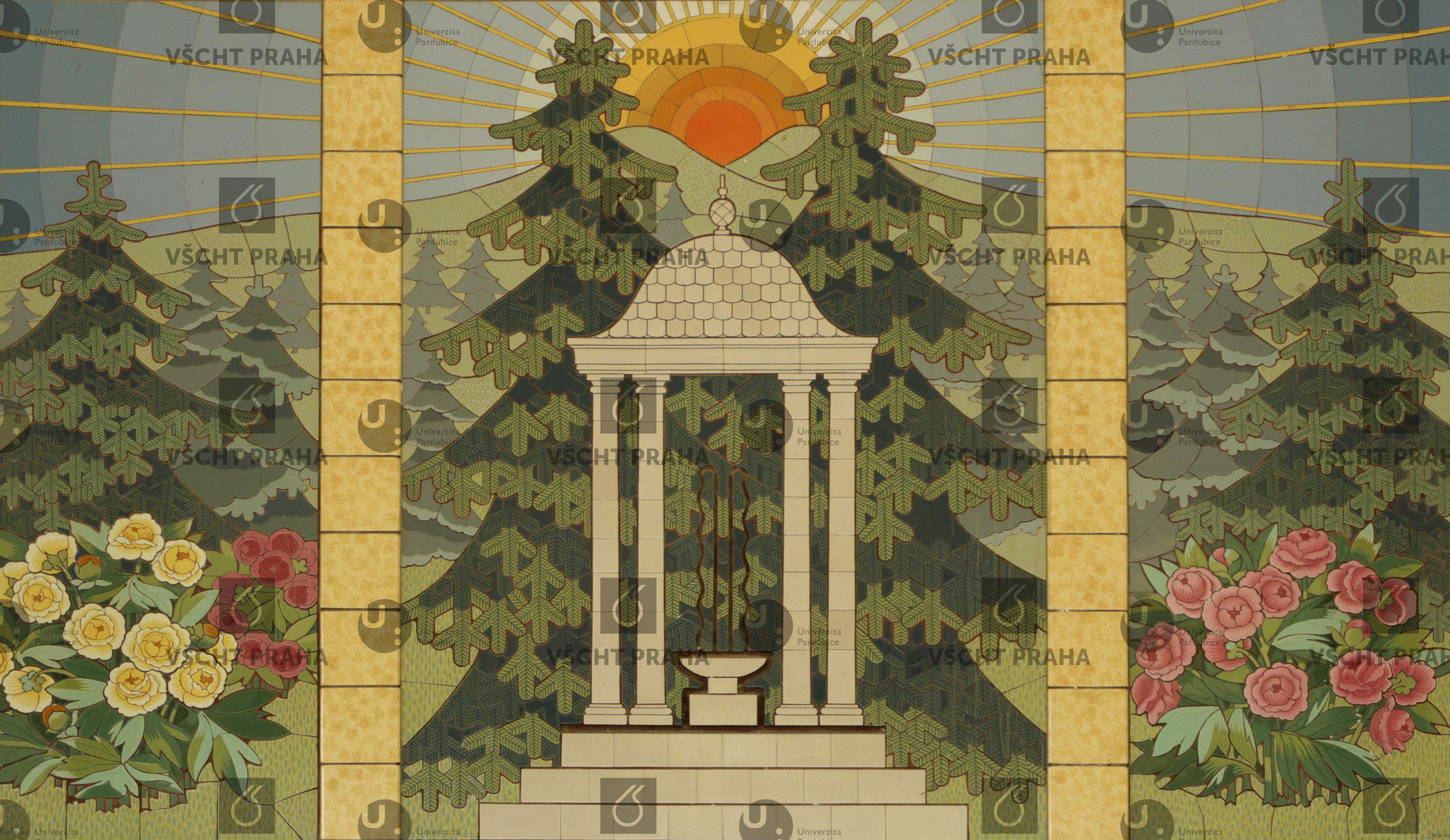
Lázeňský pramen, glazovaná keramika (1936)
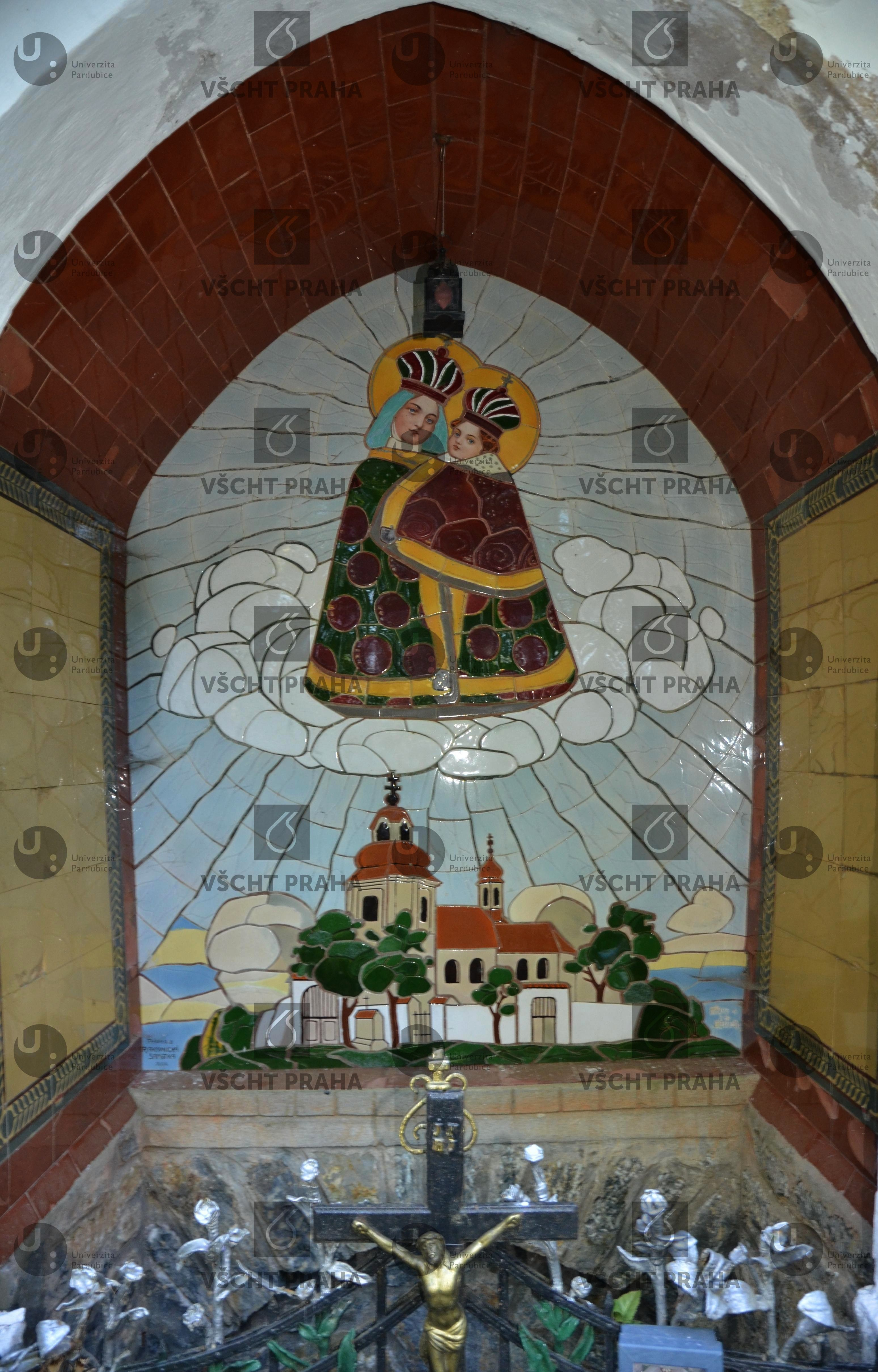
Panna Marie Hrádecká, Ctiboř glazovaná keramika (1904)